# La Mesa (Kalifornien)
La Mesa (spanisch: der Tisch) ist eine Stadt im San Diego County im US-Bundesstaat Kalifornien, Vereinigte Staaten, mit 61.121 Einwohnern (Stand: 2020). Das Stadtgebiet hat eine Größe von 24,1 km² und die Bevölkerungsdichte beträgt 2400 Einwohner je km². La Mesa befindet sich an der Interstate 8 und an den California State Routes 94 und 125. Gegründet wurde La Mesa 1869 und ist seit 1912 offiziell als Stadt geführt.

## Söhne und Töchter der Stadt
- Lee de Broux (* 1941), Schauspieler
- Bill Walton (1952–2024), Basketballspieler
- Steve Roach (* 1955), Ambient-Musiker
- Dean Glenesk (* 1957), Pentathlet
- Craig Goldy (* 1961), Gitarrist
- Dave Mustaine (* 1961), Sänger, Gitarrist und Songschreiber im Bereich Heavy Metal
- Frederick W. Sturckow (* 1961), Astronaut (NASA und Virgin Galactic)
- Anthony Reuss (* 1963), Basketballspieler
- Ken Carpenter (* 1965), Bahnradsportler
- Frankie Hejduk (* 1974), Fußballspieler
- Joe Kennedy (1979–2007), Baseballspieler
- Janine Hanson (* 1982), kanadische Ruderin
- Dylan McLaughlin (* 1993), Schauspieler
- Benjamin Stockham (* 2000), Schauspieler